# Бальбона-д'Аноя
Бальбо́на-д'Ано́йя (кат. Vallbona d'Anoia) - муніципалітет, розташований в Автономній області Каталонія, в Іспанії. Код муніципалітету за номенклатурою Інституту статистики Каталонії - 82922. Знаходиться у районі (кумарці) Анойя (коди району - 06 та AI) провінції Барселона, згідно з новою адміністративною реформою перебуватиме у складі Центральної баґарії (округи). 

## Населення
Населення міста (у 2007 р.) становить 1.337 осіб (з них менше 14 років - 15,3%, від 15 до 64 - 69,1%, понад 65 років - 15,6%). У 2006 р. народжуваність склала 16 осіб, смертність - 12 осіб, зареєстровано 1 шлюб. У 2001 р. активне населення становило 508 осіб, з них безробітних - 42 особи.

Серед осіб, які проживали на території міста у 2001 р., 773 народилися в Каталонії (з них 528 осіб у тому самому районі, або кумарці), 210 осіб приїхало з інших областей Іспанії, а 44 особи приїхали з-за кордону. 

Університетську освіту має 7% усього населення. 

У 2001 р. нараховувалося 360 домогосподарств (з них 18,9% складалися з однієї особи, 23,3% з двох осіб,25,6% з 3 осіб, 22,5% з 4 осіб, 6,7% з 5 осіб, 2,2% з 6 осіб, 0,3% з 7 осіб, 0,6% з 8 осіб і 0% з 9 і більше осіб).

Активне населення міста у 2001 р. працювало у таких сферах діяльності : у сільському господарстві - 0,4%, у промисловості - 55,6%, на будівництві - 5,8% і у сфері обслуговування - 38,2%. 

 У муніципалітеті або у власному районі (кумарці) працює 397 осіб, поза районом - 250 осіб.

### Безробіття
У 2007 р. нараховувалося 55 безробітних (у 2006 р. - 65 безробітних), з них чоловіки становили 23,6%, а жінки - 76,4%.

## Економіка

### Підприємства міста

#### Промислові підприємства
| \| Промислові підприємства міста, за сферою діяльності \| Промислові підприємства міста, за сферою діяльності \| Промислові підприємства міста, за сферою діяльності \| \| Рік \| 2002 р. \| 2001 р. \| \| --------------------------------------------------- \| --------------------------------------------------- \| --------------------------------------------------- \| \| Енергетичні та водні ресурси \| 16% \| 10% \| \| Хімія та метали \| 0% \| 0% \| \| Переробка металів \| 40% \| 40% \| \| Продукти харчування \| 12% \| 13,3% \| \| Текстиль \| 16% \| 16,7% \| \| Виробництво меблів, видання \| 12% \| 16,7% \| \| Інше \| 4% \| 3,3% \| \| Усього підприємств \| 25 \| 30 \| |         |         |
| Промислові підприємства міста, за сферою діяльності |         |         |
| Рік | 2002 р. | 2001 р. |
| Енергетичні та водні ресурси | 16%     | 10%     |
| Хімія та метали | 0%      | 0%      |
| Переробка металів | 40%     | 40%     |
| Продукти харчування | 12%     | 13,3%   |
| Текстиль | 16%     | 16,7%   |
| Виробництво меблів, видання | 12%     | 16,7%   |
| Інше | 4%      | 3,3%    |
| Усього підприємств | 25      | 30      |

#### Роздрібна торгівля
| \| Підприємства роздрібної торгівлі міста, за сферою діяльності \| Підприємства роздрібної торгівлі міста, за сферою діяльності \| Підприємства роздрібної торгівлі міста, за сферою діяльності \| \| Рік \| 2002 р. \| 2001 р. \| \| ------------------------------------------------------------ \| ------------------------------------------------------------ \| ------------------------------------------------------------ \| \| Продукти харчування \| 44,4% \| 50% \| \| Одяг та взуття \| 11,1% \| 0% \| \| Товари для дому \| 0% \| 0% \| \| Книги та періодичні видання \| 0% \| 0% \| \| Промислова хімічна продукція \| 11,1% \| 12,5% \| \| Продукція, пов'язана з транспортними засобами \| 0% \| 0% \| \| Інше \| 33,3% \| 37,5% \| \| Усього підприємств \| 9 \| 8 \| |         |         |
| Підприємства роздрібної торгівлі міста, за сферою діяльності |         |         |
| Рік | 2002 р. | 2001 р. |
| Продукти харчування | 44,4%   | 50%     |
| Одяг та взуття | 11,1%   | 0%      |
| Товари для дому | 0%      | 0%      |
| Книги та періодичні видання | 0%      | 0%      |
| Промислова хімічна продукція | 11,1%   | 12,5%   |
| Продукція, пов'язана з транспортними засобами | 0%      | 0%      |
| Інше | 33,3%   | 37,5%   |
| Усього підприємств | 9       | 8       |

#### Сфера послуг
| \| Підприємства міста, що працюють у сфері послуг, за діяльністю \| Підприємства міста, що працюють у сфері послуг, за діяльністю \| Підприємства міста, що працюють у сфері послуг, за діяльністю \| \| Рік \| 2002 р. \| 2001 р. \| \| ------------------------------------------------------------- \| ------------------------------------------------------------- \| ------------------------------------------------------------- \| \| Гуртова торгівля \| 14,8% \| 16,7% \| \| Готелі та готельний бізнес \| 18,5% \| 16,7% \| \| Транспорт та зв'язок \| 25,9% \| 25% \| \| Посередницькі фінансові послуги \| 7,4% \| 8,3% \| \| Послуги підприємствам \| 0% \| 0% \| \| Послуги фізичним особам \| 7,4% \| 12,5% \| \| Нерухомість та ін. \| 25,9% \| 20,8% \| \| Усього підприємств \| 27 \| 24 \| |         |         |
| Підприємства міста, що працюють у сфері послуг, за діяльністю |         |         |
| Рік | 2002 р. | 2001 р. |
| Гуртова торгівля | 14,8%   | 16,7%   |
| Готелі та готельний бізнес | 18,5%   | 16,7%   |
| Транспорт та зв'язок | 25,9%   | 25%     |
| Посередницькі фінансові послуги | 7,4%    | 8,3%    |
| Послуги підприємствам | 0%      | 0%      |
| Послуги фізичним особам | 7,4%    | 12,5%   |
| Нерухомість та ін. | 25,9%   | 20,8%   |
| Усього підприємств | 27      | 24      |

## Житловий фонд
У 2001 р. 4,2% усіх родин (домогосподарств) мали житло метражем до 59 м2, 27,8% - від 60 до 89 м2, 39% - від 90 до 119 м2 і
28,9% - понад 120 м2.

З усіх будівель у 2001 р. 88,3% було одноповерховими, 10,9% - двоповерховими, 0,5
% - триповерховими, 0% - чотириповерховими, 0,3% - п'ятиповерховими, 0% - шестиповерховими,
0% - семиповерховими, 0% - з вісьмома та більше поверхами.

## Автопарк
| \| Автомобілі, зареєстровані у місті, за призначенням \| Автомобілі, зареєстровані у місті, за призначенням \| Автомобілі, зареєстровані у місті, за призначенням \| \| Рік \| 2006 р. \| 2005 р. \| \| -------------------------------------------------- \| -------------------------------------------------- \| -------------------------------------------------- \| \| Приватні автомобілі \| 60,9% \| 60,9% \| \| Мотоцикли \| 9,9% \| 8,8% \| \| Вантажівки \| 19,7% \| 20,7% \| \| Трактори \| 2,9% \| 3% \| \| Автобуси та ін. \| 6,5% \| 6,7% \| \| Усього автомобілів \| 998 шт. \| 943 шт. \| |         |         |
| Автомобілі, зареєстровані у місті, за призначенням |         |         |
| Рік | 2006 р. | 2005 р. |
| Приватні автомобілі | 60,9%   | 60,9%   |
| Мотоцикли | 9,9%    | 8,8%    |
| Вантажівки | 19,7%   | 20,7%   |
| Трактори | 2,9%    | 3%      |
| Автобуси та ін. | 6,5%    | 6,7%    |
| Усього автомобілів | 998 шт. | 943 шт. |

## Вживання каталанської мови
У 2001 р. каталанську мову у місті розуміли 97,8% усього населення (у 1996 р. - 98,1%), вміли говорити нею 84,6% (у 1996 р. - 
87,4%), вміли читати 83,6% (у 1996 р. - 83,9%), вміли писати 54,9
% (у 1996 р. - 54,2%). Не розуміли каталанської мови 2,2%.

## Політичні уподобання
У виборах до Парламенту Каталонії у 2006 р. взяло участь 646 осіб (у 2003 р. - 655 осіб). Голоси за політичні сили розподілилися таким чином:
| \| Вибори до Парламенту Каталонії \| Вибори до Парламенту Каталонії \| Вибори до Парламенту Каталонії \| \| Рік \| 2006 р. \| 2003 р. \| \| -------------------------------------- \| ------------------------------ \| ------------------------------ \| \| Конвергенція та Єднання (CiU) \| 37,3% \| 36,5% \| \| Соціалістична партія Каталонії (PSC) \| 28,8% \| 27,2% \| \| Народна партія (PP) \| 6% \| 6,9% \| \| Ініціатива за зелену Каталонію (IC) \| 6,8% \| 6,3% \| \| Республіканська лівиця Каталонії (ERC) \| 17,8% \| 22,3% \| \| Громадянська партія (C's) \| 0,8% \| 0% \| \| Інші \| 2,5% \| 0,9% \| |         |         |
| Вибори до Парламенту Каталонії |         |         |
| Рік | 2006 р. | 2003 р. |
| Конвергенція та Єднання (CiU) | 37,3%   | 36,5%   |
| Соціалістична партія Каталонії (PSC) | 28,8%   | 27,2%   |
| Народна партія (PP) | 6%      | 6,9%    |
| Ініціатива за зелену Каталонію (IC) | 6,8%    | 6,3%    |
| Республіканська лівиця Каталонії (ERC) | 17,8%   | 22,3%   |
| Громадянська партія (C's) | 0,8%    | 0%      |
| Інші | 2,5%    | 0,9%    |

У муніципальних виборах у 2007 р. взяло участь 821 особа (у 2003 р. - 698 осіб). Голоси за політичні сили розподілилися таким чином:
| \| Муніципальні вибори \| Муніципальні вибори \| Муніципальні вибори \| \| Рік \| 2007 р. \| 2003 р. \| \| -------------------------------------- \| ------------------- \| ------------------- \| \| Конвергенція та Єднання (CiU) \| 11,8% \| 9,9% \| \| Соціалістична партія Каталонії (PSC) \| 46% \| 53,4% \| \| Народна партія (PP) \| 2,3% \| 0% \| \| Ініціатива за зелену Каталонію (IC) \| 0% \| 0% \| \| Республіканська лівиця Каталонії (ERC) \| 39,8% \| 36,7% \| \| Громадянська партія (C's) \| 0% \| 0% \| \| Інші \| 0% \| 0% \| |         |         |
| Муніципальні вибори |         |         |
| Рік | 2007 р. | 2003 р. |
| Конвергенція та Єднання (CiU) | 11,8%   | 9,9%    |
| Соціалістична партія Каталонії (PSC) | 46%     | 53,4%   |
| Народна партія (PP) | 2,3%    | 0%      |
| Ініціатива за зелену Каталонію (IC) | 0%      | 0%      |
| Республіканська лівиця Каталонії (ERC) | 39,8%   | 36,7%   |
| Громадянська партія (C's) | 0%      | 0%      |
| Інші | 0%      | 0%      |